# Pragmática Sanción de 1789

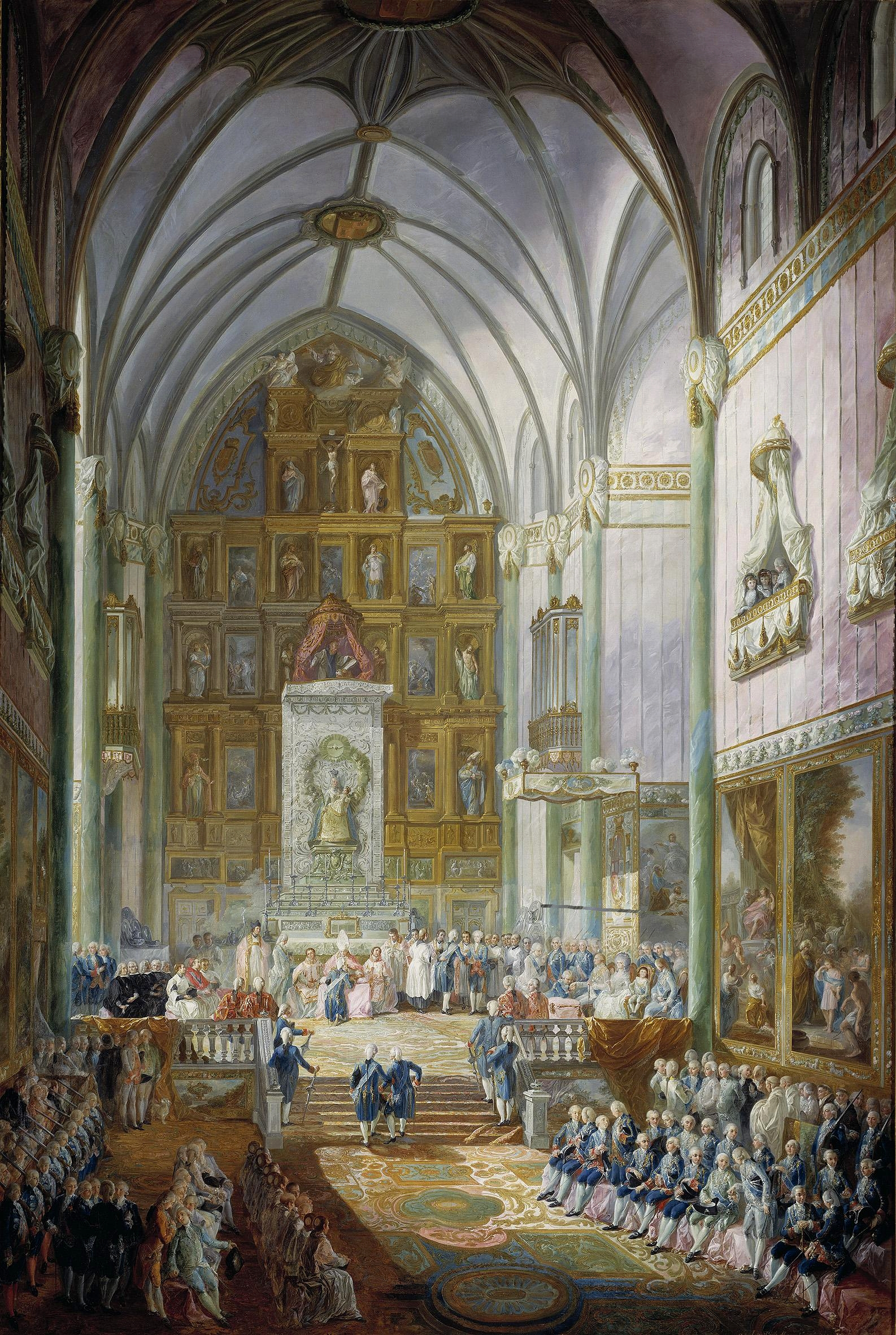
Las Cortes, reunidas en la Iglesia del Monasterio de San Jerónimo el Real, Madrid, en 1789, juran su reconocimiento al príncipe de Asturias, futuro Fernando VII. Cuadro de Luis Paret y Alcázar, 1791. Estas Cortes fueron las que aprobaron la Pragmática Sanción de 1789

La Pragmática Sanción de 1789 fue una Pragmática Sanción acordada por el rey Carlos IV de España y aprobada el 30 de septiembre de 1789 por las Cortes, que por razones de política exterior Carlos IV no hizo pública y hubo que esperar más de cuarenta años para que Fernando VII, su hijo y sucesor, la promulgara por medio de la Pragmática Sanción de 29 de marzo de 1830. Esta Ley anulaba el Auto Acordado del 10 de mayo de 1713 de Felipe V que, excepto en casos muy extremos, imposibilitaba a las mujeres acceder al Trono, por lo que comúnmente es denominada «Ley Sálica» aunque, técnicamente, no lo fuera. Por tanto, la Pragmática restablecía el sistema de sucesión tradicional de las Siete Partidas, en concreto la Partida Segunda, según la cual las mujeres podían reinar si no tenían hermanos varones ya que tenían preferencia sobre los varones de parentesco más lejano.

## La aprobación de la Pragmática por las Cortes de 1789
Seis meses después de haber accedido al trono por la muerte de su padre Carlos III, el nuevo rey Carlos IV convocó el 5 de mayo de 1789 las preceptivas Cortes para que juraran como heredero al trono y príncipe de Asturias a su hijo Fernando, que contaba con cinco años de edad. Desde principios del siglo XVI, tras la derrota de las Comunidades de Castilla, a las Cortes de Castilla no acudían ni el estamento nobiliario ni el estamento del clero, y solo estaban representadas las 20 ciudades y villas castellanas con derecho al voto, a las que, desde los decretos de Nueva Planta de Felipe V de 1707 y 1714, se habían incorporado 17 ciudades y villas de la Corona de Aragón. Las Cortes fueron inauguradas por el rey Carlos IV el 19 de septiembre, en un ambiente de gran inquietud por los acontecimientos que se habían producido en Francia desde que se hizo pública la convocatoria: el triunfo el 14 de julio de 1789 de la Revolución Francesa, que puso fin al Antiguo Régimen y a la Monarquía Absoluta de Luis XVI, de la dinastía Borbón, como Carlos IV. La presidencia de las Cortes la ocupaba Pedro Rodríguez de Campomanes, que acababa de ser nombrado Gobernador del Consejo de Castilla.

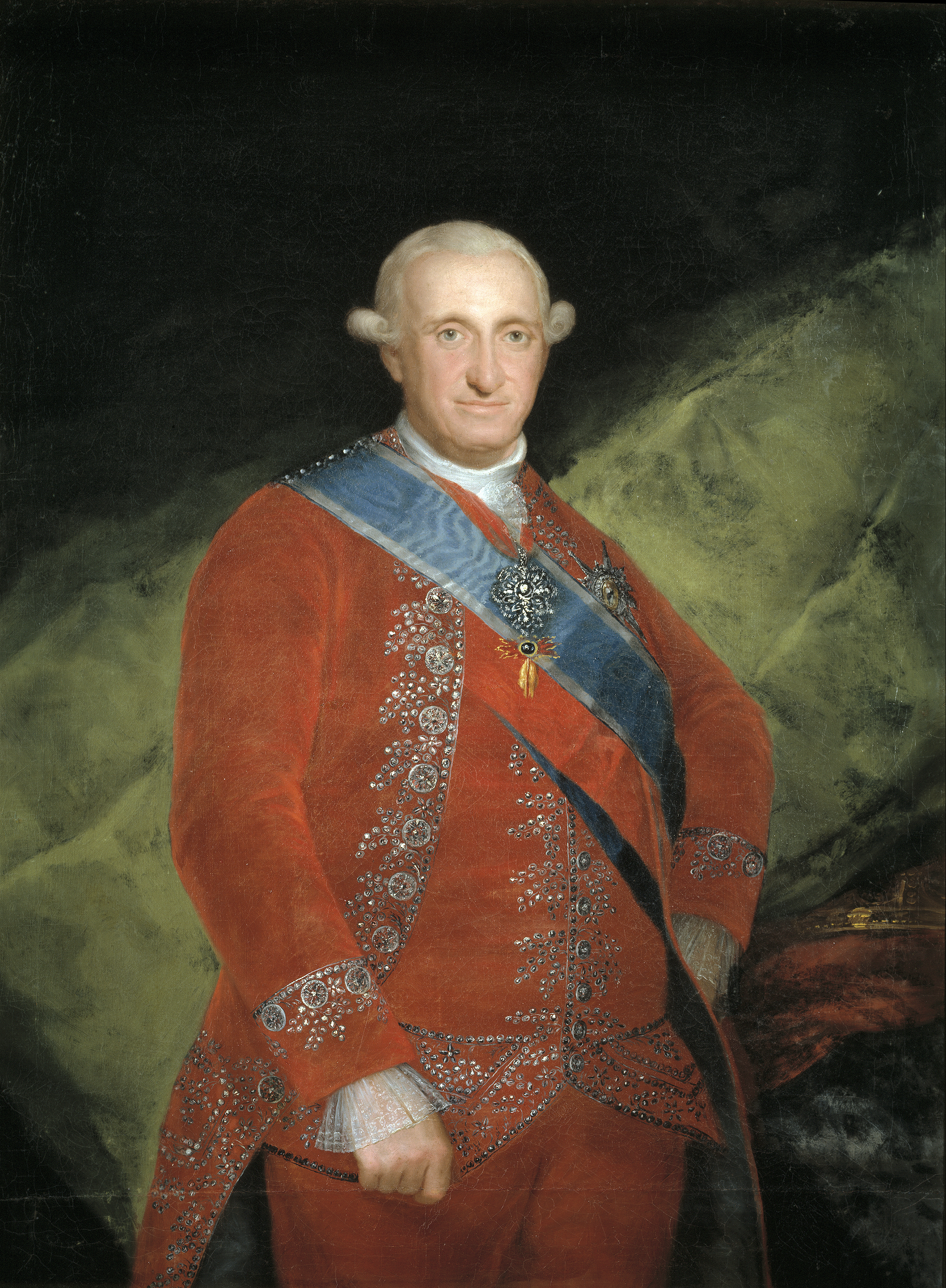
Retrato de Carlos IV por Francisco de Goya, 1789

El asunto principal que trataron las Cortes tras la jura del Príncipe de Asturias, pese a no haber sido convocadas con poderes a tal efecto, fue la cuestión de la sucesión de la Corona, pues Carlos IV quería contar con ellas para derogar el Auto Acordado de 10 de mayo de 1713 de Felipe V y de las Cortes de Castilla convocadas en principio por el nuevo rey para que sancionaran su renuncia al trono de Francia, una de las condiciones impuestas por los aliados para poner fin a la guerra de sucesión española. Según el Auto Acordado, se sustituía la norma de sucesión tradicional castellana establecida en las Partidas de Alfonso X el Sabio en el siglo XIII, por una nueva ley "casi sálica, que excluía prácticamente a las mujeres de la sucesión y por la que se preferían todos los varones de las líneas de una familia a las hembras de mejor línea y grado".
Según el historiador Enrique Giménez López, las razones que llevaron a Carlos IV a plantear la cuestión sucesoria fueron tres:

En primer lugar, la preocupación por la supervivencia de sus descendientes masculinos, una línea todavía insegura. De los seis hijos varones de Carlos IV, cuatro habían muerto en sus primeros años de vida, y sólo sobrevivían Fernando, con sólo cinco años de edad [era el noveno de los 14 descendientes], y Carlos, de año y medio. Otras cuatro hijas eran ya adolescentes y habían superado el momento crítico de la niñez.

En segundo lugar, por razones de política exterior, ya que existía la posibilidad, en el caso de extinguirse la línea de sucesión masculina, de que la infanta Carlota Joaquina, casada con el heredero al trono portugués, uniera ambas coronas.

Por último, por razones jurídicas, ya que el auto acordado de 1713 obligaba a que el heredero fuera nacido y criado en España, condición que no reunía Carlos IV, que había nacido y se había criado en Nápoles, pues si bien había sido jurado como heredero en las Cortes de 1760 sin dificultad alguna, el rey estaba interesado en revocar una ley que podía poner en cuestión, aunque remotamente, la legalidad de su ascenso al trono.

Según el historiador Emilio La Parra López, con el cambio de la ley Carlos IV quería asegurarse de que alguno de sus hijos o hijas le sucediera y que la Corona no pasara a otra rama de la familia Borbón, más concretamente a su hermano Fernando, rey de Nápoles, con quien no mantenía muy buenas relaciones. Sus primeros cuatro hijos varones habían muerto antes de cumplir los tres años de edad y de los dos que le quedaban, el príncipe Fernando no gozaba de muy buena salud y el infante Carlos solo contaba con año y medio de edad. En cambio las tres hijas nacidas antes que Fernando y Carlos parecía que su supervivencia estaba garantizada: Carlota Joaquina de Borbón, tenía catorce años y estaba casada con el heredero a la Corona de Portugal don Joâo; María Amalia de Borbón, nueve; y María Luisa de Borbón, siete.

Proyectada restauración de la Union Ibérica en caso hubiese tenido consecuencias inmediatas el proyecto de Carlos IV.

Las Cortes aprobaron el 30 de septiembre el retorno al orden sucesorio de Las Partidas y una semana después el conde de Floridablanca reunió a los catorce obispos y arzobispos que habían asistido a la jura del Príncipe de Asturias para que ratificaran el acuerdo de las Cortes, lo que hicieron sin presentar ninguna objeción, con lo que todos los estamentos del reino habían apoyado la nueva norma sucesoria. Sin embargo, el rey ordenó que no se publicara y que se guardara «por ahora el mayor secreto», pero la derogación de la norma sucesoria de Felipe V, equivalente a la Ley Sálica, sí fue conocida en las cortes de París y Nápoles y sus embajadores en Madrid protestaron. Tampoco agradó en el resto de las cortes europeas pues temían la posibilidad de que si la Corona recaía en la infanta Carlota Joaquina de Borbón, la hija mayor de Carlos IV casada con el heredero al trono del reino de Portugal, se pudiera producir la unión dinástica entre las dos Coronas.
Así pues, faltó el último trámite para que la Pragmática tuviera plena validez jurídica: su sanción, promulgación y publicación. Esto se debió a razones de política exterior, según explicó el secretario de Estado y virtual primer ministro, el conde de Floridablanca:

No pareció conveniente indisponerse con ambas Cortes [Francia y Nápoles, donde reinaban sendas ramas de los Borbones] ni acelerar la publicación de un acto que ya está completo en la substancia, aunque reservado

Pudo existir otra razón por la que la pragmática de 1789 no se sancionara inmediatamente: la precipitada disolución de las Cortes el 17 de octubre a causa del pánico que causó en la corte española la noticia del asalto del palacio de Versalles por los parisinos diez días antes y el traslado forzoso de la familia real a París. Floridablanca tenía miedo de que las Cortes españolas hicieran lo mismo que los Estados Generales franceses y se autoproclamaran Asamblea Nacional -"lo cierto es que en la sesión del 13 de octubre algunos procuradores habían manifestado a Campomanes [presidente de las Cortes] el deseo de dirigir peticiones, en nombre del Reino al monarca"-.
En los años siguientes tampoco pareció conveniente la promulgación de la nueva norma sucesoria debido al estrechamiento de los lazos entre los reinos de España y de Nápoles ante los acontecimientos que se produjeron en Europa como consecuencia del impacto de la Revolución Francesa. Una oportunidad para haberla promulgado fue 1805 cuando se redactó la Novísima Recopilación de las Leyes de España, pero en esa fecha ya no pareció necesario pues el príncipe Fernando ya había cumplido los veinte años de edad y el infante Carlos los dieciocho. Además Carlos IV contaba con otro hijo varón, Francisco de Paula de Borbón que había nacido en 1794 y gozaba de buena salud.
Hubo que esperar hasta el 29 de marzo de 1830 en que el rey Fernando VII, hijo de Carlos IV, la sancionó, promulgó y mandó publicar.

## Sanción de la Pragmática por Fernando VII en 1830

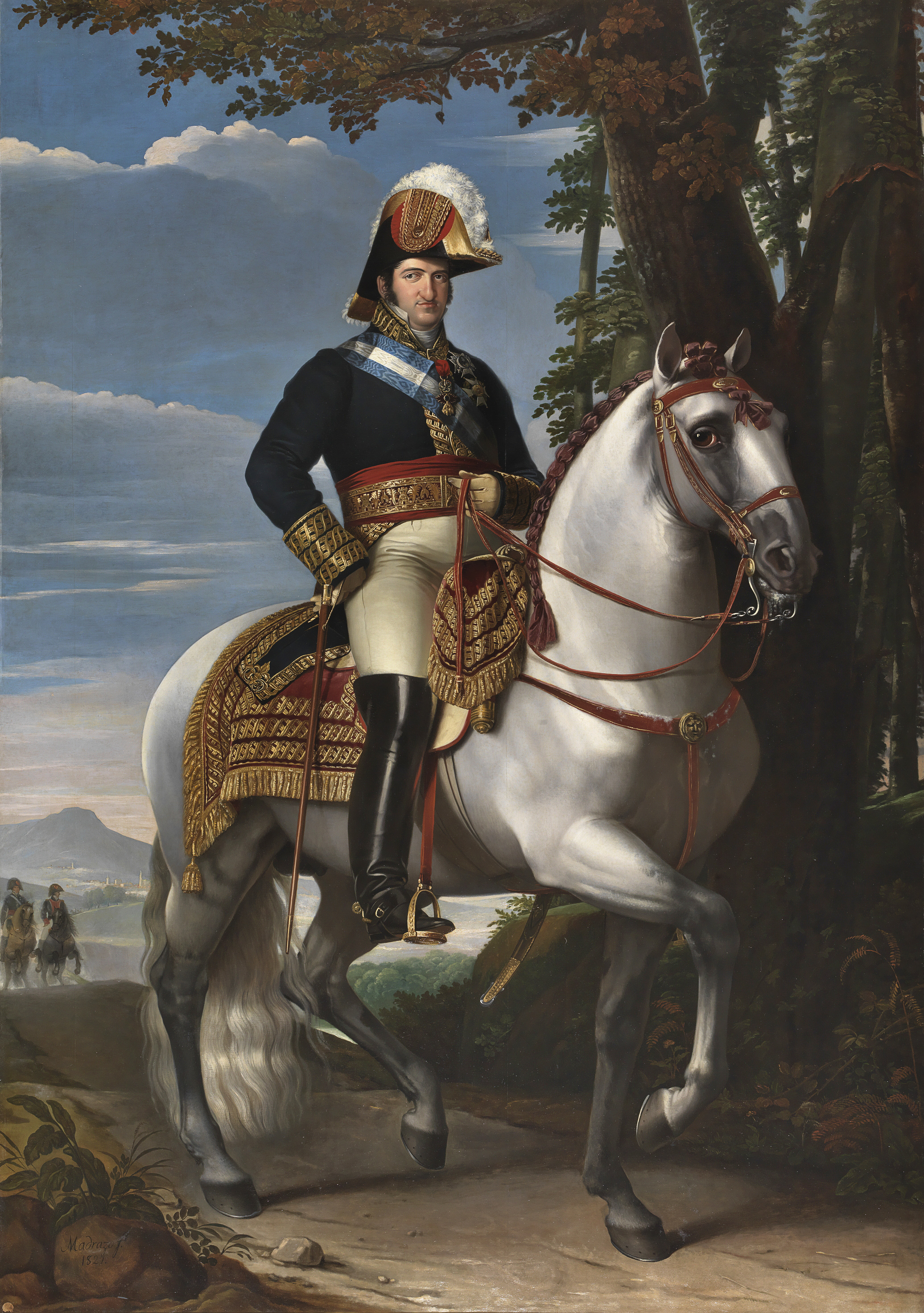
Retrato de Fernando VII a caballo (1829).

El 10 de diciembre de 1829 el rey Fernando VII contrajo matrimonio con María Cristina de Borbón-Dos Sicilias, su cuarta y última esposa. El rey carecía de descendencia pero poco después de la boda la reina quedó embarazada. El 29 de marzo de 1830 se hizo pública la Pragmática aprobada en 1789, lo que garantizó que el bebé que esperaba llegara a reinar aunque fuera una niña, como finalmente ocurrió. El 10 de octubre nació la que tres años después se convertiría en Isabel II de España.
La publicación de la Pragmática causó gran consternación entre los Ultras y Apóstolicos, partidarios del tradicionalista infante Carlos María Isidro, hermano del rey y su heredero según la Ley de 1713. Estos, que comenzarían a ser conocidos como «carlistas» llegaron, incluso, a conseguir que Fernando VII, gravemente enfermo, anulara la Pragmática en el verano de 1832. Sin embargo, una vez recuperado, el rey anularía la derogación el 31 de diciembre.
Carlos María Isidro y sus partidarios se negaron siempre a reconocer a Isabel primero como princesa de Asturias y, más tarde, como reina, lo que, finalmente desencadenaría la primera guerra carlista. El fundamento legal de sus partidarios, los Carlistas, fueron las siguientes:
- No había Legitimidad en 1830 para hacer un cambio de ley sucesoria sin primero Fernando VII haber convocado a las Cortes (cosa que nunca se dio) para que se diera un procedimiento legislativo acorde a las Leyes fundamentales de la Monarquía tradicional, que exigían un mutuo acuerdo entre el Poder Regio y el Poder de los Cuerpos intermedios y Estamentos reunidos en Cortes Generales (acusando los carlistas a Fernando VII de haber violado sus Facultad reales y haber propiciado un Autogolpe de Estado silencioso con apoyo de los Liberales españoles).
- La Novísima Recopilación, código de leyes vigente desde 1805 en todo el Imperio español, indicaba que la Ley sucesoria era el Reglamento sucesorio de Felipe V, lo que confirmaba que las Cortes de Madrid de 1789 no habrían ratificado la propuesta de reforma de ley sucesoria de Carlos IV, por lo que jamás estuvo vigente ni era posible aprobarla Retroactivamente por ausencia de alguna Sanción de las Cortes, que era requisito previo a la Promulgación y publicación de una ley legítima (siendo entonces, la publicación de Fernando VII de la Pragmática de Carlos IV, la revelación de un mero Proyecto de Ley que nunca paso por un procedimiento de aprobación).